# Кушнір Володимир Петрович
Володи́мир Петро́вич Кушнíр (10 серпня 2003, Рівне, Україна)  — український фристайліст у дисципліні акробатика, майстер спорту України міжнародного класу, срібний призер юніорського чемпіонату світу з фристайлу (2023), переможець загального заліку кубка Європи з фристайлу (акробатика) сезону 2021/22, багаторазовий переможець та призер етапів кубка Європи, суперфіналіст чемпіонату світу (2023), новачок року "Rookie of the year" сезону 2021/22 за версією міжнародної федерації лижного спорту.

## Спортивні результати

### Виступи на чемпіонатах світу
| Рік                           | Місце проведення              | Акробатика                    | Змішана командна              |
| Чемпіонат світу серед юніорів | Чемпіонат світу серед юніорів | Чемпіонат світу серед юніорів | Чемпіонат світу серед юніорів |
| ----------------------------- | ----------------------------- | ----------------------------- | ----------------------------- |
| 2018                          | Раубичі/Мінськ, Білорусь      | 17                            | Н/Д                           |
| 2019                          | К'єза-ін-Вальмаленко, Італія  | 16                            | Н/Д                           |
| 2022                          | К'єза-ін-Вальмаленко, Італія  | 5                             | Н/Д                           |
| 2023                          | Обертауерн, Австрія           | 2                             | 4                             |
| Чемпіонат світу               |                               |                               |                               |
| 2023                          | Бакуріані, Грузія             | 6                             | —                             |

### Виступи на Кубках світу
| Сезон   | Дата            | Місце проведення   | Місце | Очки | Загалом | Загалом |
| Сезон   | Дата            | Місце проведення   | Місце | Очки | Місце   | Очки    |
| ------- | --------------- | ------------------ | ----- | ---- | ------- | ------- |
| 2021–22 | 2 грудня 2021   | Рука, Фінляндія    | 30    | 1    | 26      | 55      |
| 2021–22 | 3 грудня 2021   | Рука, Фінляндія    | 16    | 15   | 26      | 55      |
| 2021–22 | 10 грудня 2021  | Рука, Фінляндія    | 21    | 10   | 26      | 55      |
| 2021–22 | 11 грудня 2021  | Рука, Фінляндія    | 16    | 15   | 26      | 55      |
| 2021–22 | 5 січня 2022    | Ла-Релайс, Канада  | 27    | 4    | 26      | 55      |
| 2021–22 | 12 січня 2022   | Дір-Веллі, США     | 21    | 10   | 26      | 55      |
| 2022–23 | 4 грудня 2022   | Рука, Фінляндія    | 21    | 10   | 9       | 158     |
| 2022–23 | 21 січня 2023   | Ла-Релайс, Канада  | 8     | 32   | 9       | 158     |
| 2022–23 | 22 січня 2023   | Ла-Релайс, Канада  | 11    | 24   | 9       | 158     |
| 2022–23 | 3 лютого 2023   | Дір-Веллі, США     | 4     | 50   | 9       | 158     |
| 2022–23 | 5 березня 2023  | Енгадін, Швейцарія | 10    | 26   | 9       | 158     |
| 2022–23 | 19 березня 2023 | Алмати, Казахстан  | 15    | 16   | 9       | 158     |
| 2023–24 | 3 грудня 2023   | Рука, Фінляндія    | 17    | 14   | 14      | 97      |
| 2023–24 | 16 грудня 2023  | Чанчунь, Китай     | 8     | 32   | 14      | 97      |
| 2023–24 | 2 лютого 2024   | Дір-Веллі, США     | 13    | 20   | 14      | 97      |
| 2023–24 | 10 лютого 2024  | Лак-Бопорт, Канада | 20    | 11   | 14      | 97      |
| 2023–24 | 11 лютого 2024  | Лак-Бопорт, Канада | 23    | 8    | 14      | 97      |
| 2023–24 | 10 березня 2024 | Алмати, Казахстан  | 19    | 12   | 14      | 97      |
| 2024–25 | 18 січня 2025   | Лейк-Плесід, США   | 16    | 15   | 15      | 128     |
| 2024–25 | 25 січня 2025   | Лак-Бопорт, Канада | 8     | 32   | 15      | 128     |
| 2024–25 | 26 січня 2025   | Лак-Бопорт, Канада | 20    | 11   | 15      | 128     |
| 2024–25 | 7 лютого 2025   | Дір-Веллі, США     | 19    | 12   | 15      | 128     |
| 2024–25 | 23 лютого 2025  | Бейдаху, Китай     | 15    | 16   | 15      | 128     |
| 2024–25 | 2 березня 2025  | Алмати, Казахстан  | 13    | 20   | 15      | 128     |
| 2024–25 | 13 березня 2025 | Лівіньйо, Італія   | 12    | 22   | 15      | 128     |